# Villa Bonn (Frankfurt am Main)

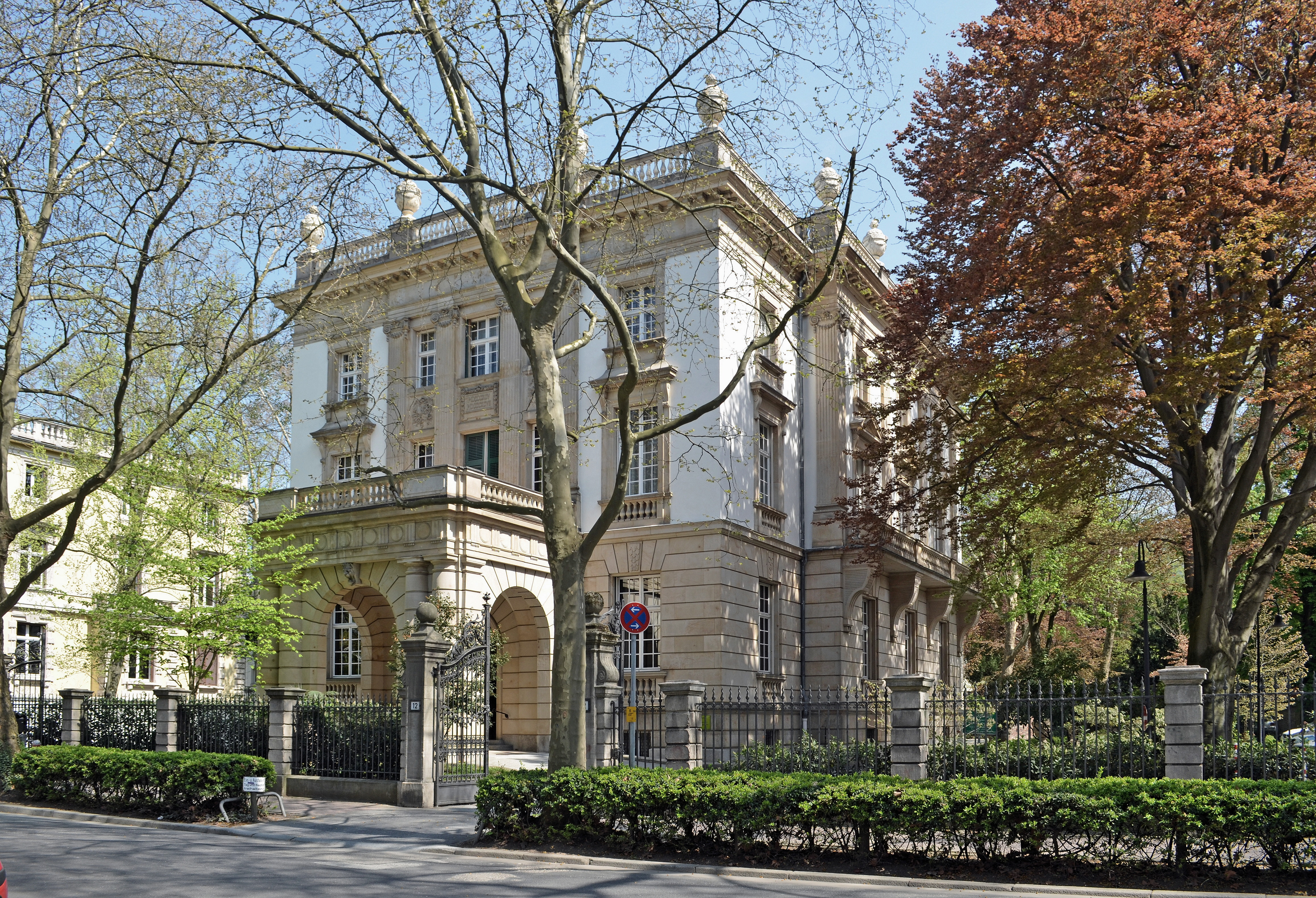
Villa Bonn

Die Villa Bonn ist ein gründerzeitliches großbürgerliches Palais aus dem Jahr 1897 im Frankfurter Stadtteil Westend auf dem Parkgrundstück Siesmayerstraße 12.
Die Villa wurde in den Jahren 1895–1897 für den Bankier Wilhelm Bernhard Bonn (* 16. März 1843 in Frankfurt am Main; † 21. Oktober 1910 in Kronberg im Taunus) errichtet, dem in Kronberg eine gleichnamige Villa gehörte, das heutige Kronberger Rathaus. Architekt in Frankfurt war der Berliner Hofbaumeister Ernst Eberhart von Ihne, der in Kronberg auch Schloss Friedrichshof, das heutige Schlosshotel Kronberg, für Kaiserin Friedrich, die Witwe Kaiser Friedrichs III., erbaute. Der dreistöckige neoklassizistische Bau überragt die bereits imposanten Nachbarvillen.
1923 ging er ins Eigentum der von Karl Kotzenberg und Georg Voigt gegründeten Frankfurter Gesellschaft für Handel, Industrie und Wissenschaft über und wurde zum Treffpunkt Frankfurter und deutscher Eliten aus Handel, Wirtschaft, Wissenschaft und Kultur.
Nach 1945 hatte der Frankfurter Bürgermeister Walter Kolb für einige Zeit bis zum Wiederaufbau des Frankfurter Römer in der Villa seinen Dienstsitz.
Im Rahmen des Frankfurter Häuserkampfes lagen auf der Villa Bonn Blicke Prominenter aus der benachbarten „Siesmayer 6“. Sie wurde jedoch nicht besetzt.
Eine Zugangsmöglichkeit für die breite Öffentlichkeit besteht im Rahmen von monatlichen Konzerten der Robert-Schumann-Gesellschaft Frankfurt.